# Amastra spirizona
Amastra spirizona és una espècie de gastròpode eupulmonat terrestre de la família Amastridae endèmica de Hawaii.

## Subespècies
- Amastra spirizona chlorotica
- Amastra spirizona nigrolabris[1]

## Hàbitat
És arborícola i viu, normalment, en petits arbusts nadius i arbres baixos.

## Distribució geogràfica
Es troba a les Illes Hawaii.

## Estat de conservació
Les seues principals amenaces són la destrucció del seu hàbitat, el furtivisme i la predació per part d'espècies introduïdes (Euglandina rosea, rates i Oxychilus).